# Сычуаньская соня
Сычуаньская соня, или китайская соня (Chaetocauda sichuanensis) — вид грызунов из монотипного рода Сычуаньские сони семейства соневые.

## История
Впервые вид был обнаружен в субальпийских смешанных лесах на севере Сычуаня, Китай. Вид известен лишь по двум самкам, найденным в природном заповеднике Ванлан. Впервые новый вид и новый род этой сони  описал Ван Ючжи в 1985 году, а в 1991-1992 годах Корбет и Хилл подтвердили самостоятельность этого вида и рода сонь  Chaetocauda sichuanensis.

## Биологическое описание
Найденные экземпляры имели голову и туловище длиной 90 мм и 91 мм и хвост длиной 92 мм и 102 мм соответственно. Они весили 24,5 и 36,0 г. Это ночные древесные зверьки, строящие гнёзда на деревьях на высоте около 3 метров над землей. Они обитают в высокогорных лесах на высоте 2500 м над уровнем моря.

## Охрана
В 2004 году Международный союз охраны природы занес его в Красную книгу как вид, находящийся в опасности из-за своего маленького изолированного местообитания.